# Condé (Indre)
Condé ist eine französische Gemeinde mit 227 Einwohnern (Stand: 1. Januar 2022) im Département Indre in der Region Centre-Val de Loire; sie gehört zum Arrondissement Issoudun und zum Kanton La Châtre. Die Einwohner werden Condéens genannt.

## Geographie
Condé liegt am Cousseron, etwa neun Kilometer südlich von Issoudun und 23 Kilometer ostnordöstlich von Châteauroux. Umgeben wird Condé von den Nachbargemeinden Issoudun im Norden, Saint-Aubin im Osten und Südosten, Meunet-Planches im Süden und Westen sowie Thizay im Westen und Nordwesten.

## Bevölkerungsentwicklung
| Jahr                       | 1962 | 1968 | 1975 | 1982 | 1990 | 1999 | 2006 | 2013 | 2020 |
| Einwohner                  | 250  | 227  | 171  | 211  | 228  | 231  | 230  | 253  | 230  |
| Quellen: Cassini und INSEE |      |      |      |      |      |      |      |      |      |

## Sehenswürdigkeiten

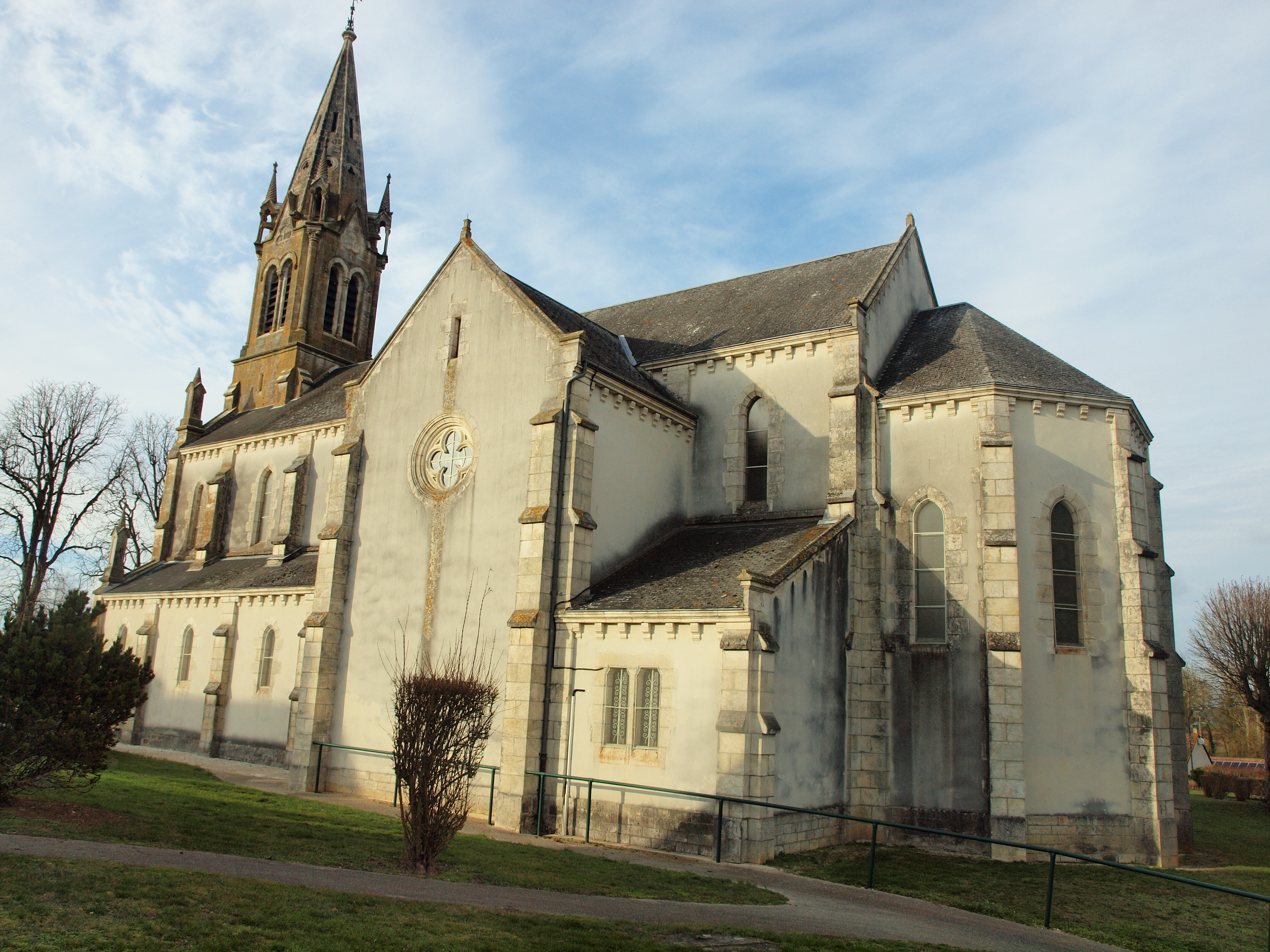
Kirche Saint-Maurice
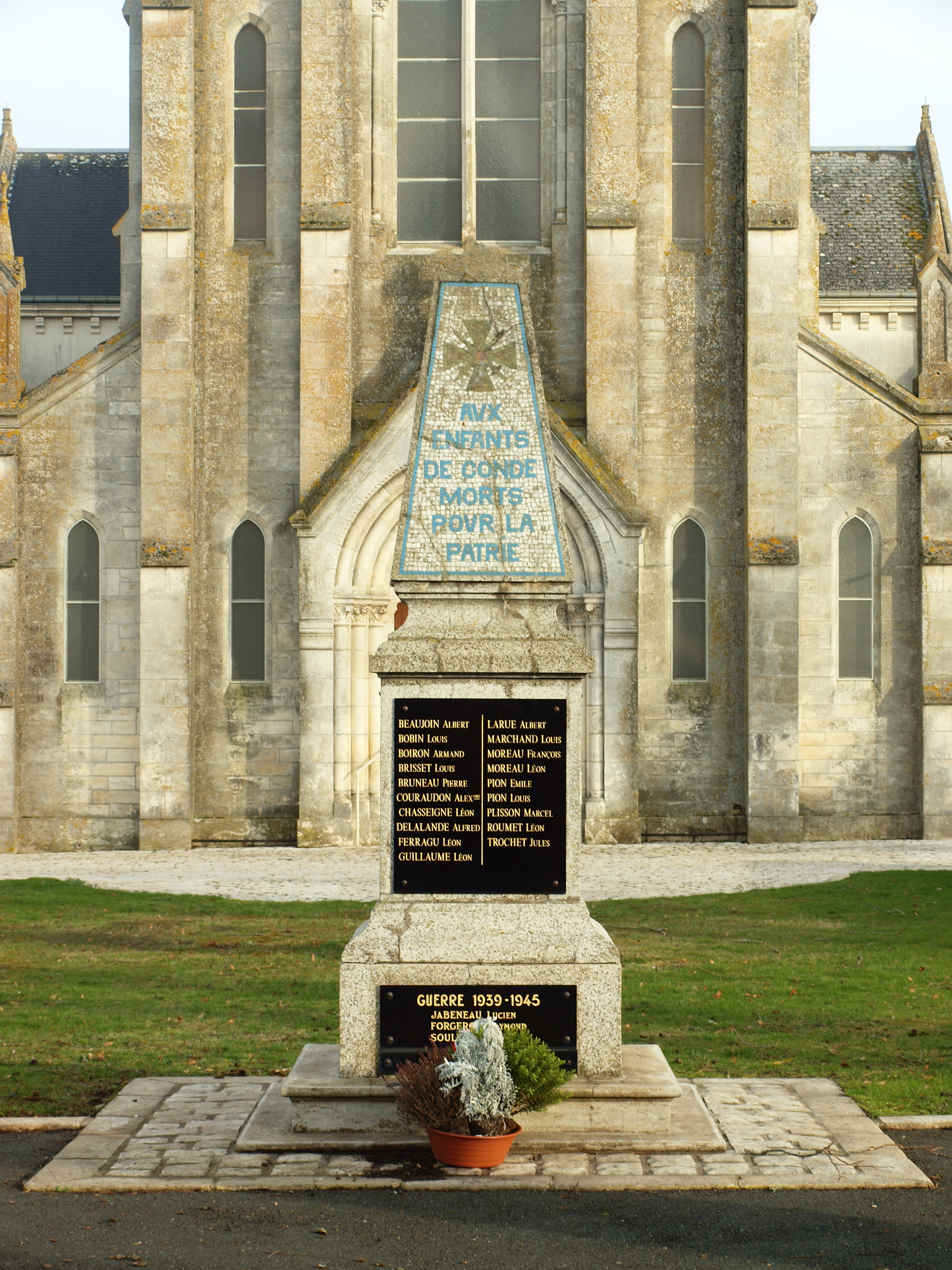
Wasserturm

- Kirche Saint-Maurice
- Gefallenendenkmal